# رافاييل فيرارا
رافاييل فيرارا (بالإيطالية: Raffaele Ferrara)‏ ولد بتاريخ 30 أكتوبر 1976 في نابولي، هو دراج إيطالي سابق في صنف سباق الدراجات على الطريق.

## روابط خارجية
- رافاييل فيرارا على موقع الاتحاد الدولي للدراجات (الإنجليزية)
- رافاييل فيرارا على موقع أرشيف الدراجات (الإنجليزية)
- رافاييل فيرارا على موقع إحصائيات الدراجات الإحترافية (الإنجليزية)
- رافاييل فيرارا على موقع نسبة الدراجات (الإنجليزية)
- رافاييل فيرارا على موقع CycleBase (الإنجليزية)